# Saipan
Saipan – największa wyspa Marianów Północnych (terytorium zależne USA) położona w zachodniej części Oceanu Spokojnego, około 200 km na północ od Guam. Znajduje się tu stolica terytorium – Capitol Hill. Wyspa stanowi, wraz z wyspą Aguijan jeden z okręgów administracyjnych Marianów Północnych – Saipan.

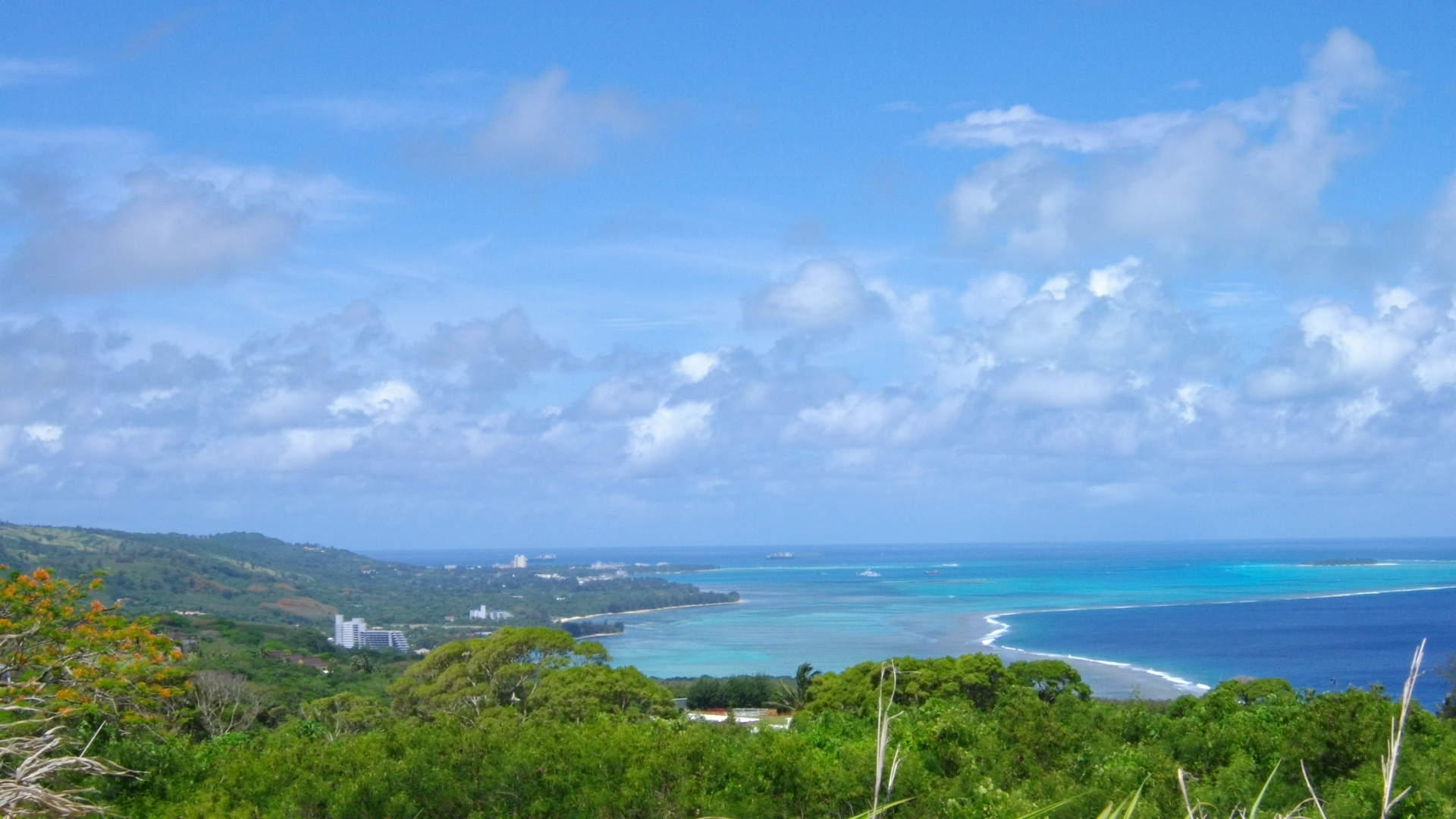
Północna część wyspy Saipan

Północna część wyspy posiada plażę i rafę koralową, wschodnie wybrzeże to skaliste klify. Najwyższym punktem wyspy jest stożek wygasłego wulkanu Mount Tapochau (474 m n.p.m.). Większość wody pitnej na wyspie pochodzi z odsalania.
Niektóre miasta wyspy: Dandan, Garapan, Navy Hill.

## Historia
Wyspa była pod panowaniem hiszpańskim jako wchodząca w skład Archipelagu Marianów. Około 1815 wielu mieszkańców z Archipelagu Karolinów z atoli w pobliżu Chuuk (dawniej: Truk) osiedliło się na Saipanie. Od 1899 do 1914 Saipan był pod panowaniem Niemiec, następnie przeszedł w ręce Japonii. Japończycy rozwinęli na wyspie rybołówstwo, uprawę trzciny cukrowej oraz założyli garnizon wojskowy.

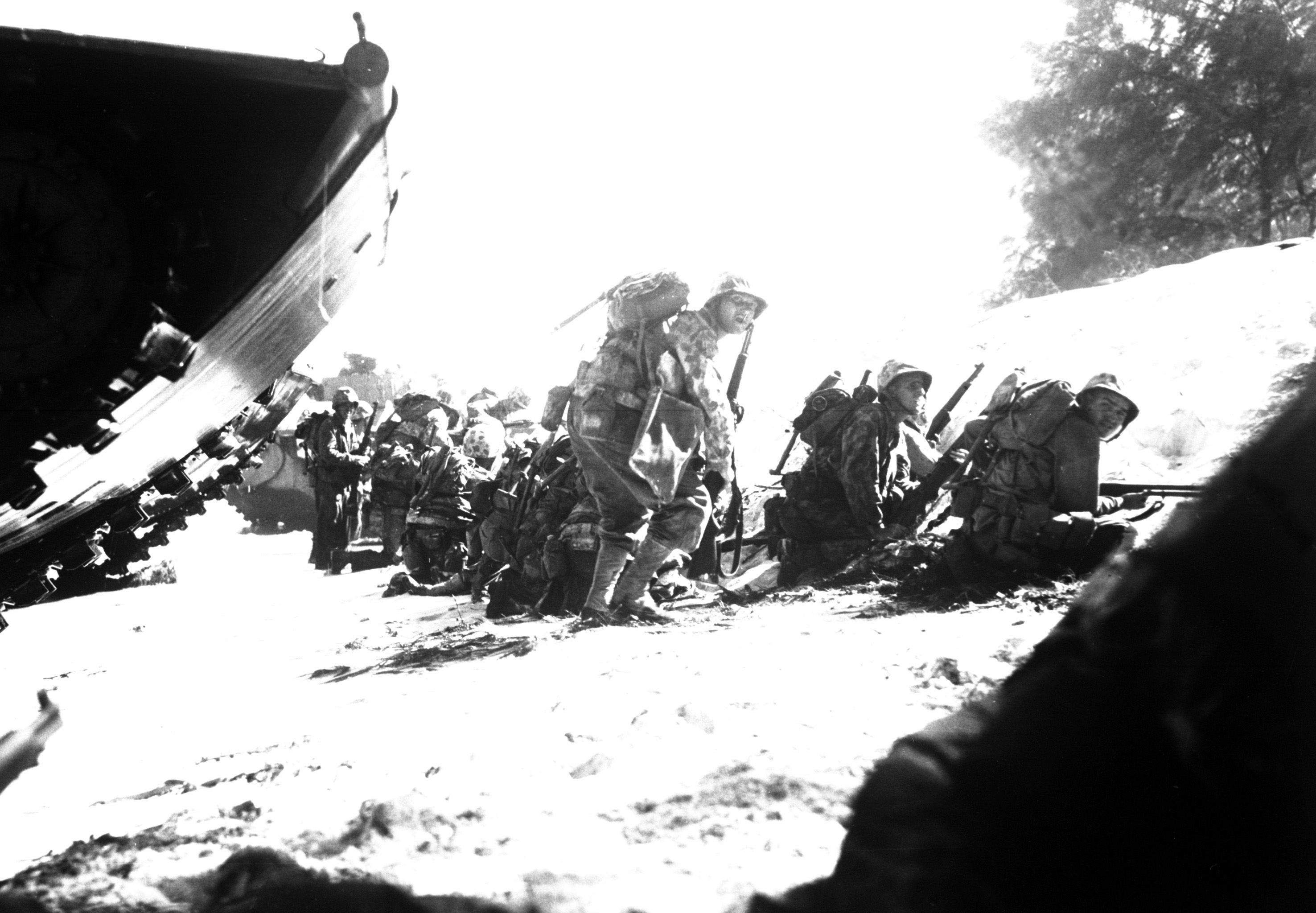
Pierwsza fala żołnierzy amerykańskich ląduje na wyspie

Podczas II wojny światowej U.S. Marines wylądowali na wyspie 15 czerwca 1944, na plażach w południowo-zachodniej części wyspy. Główne siły inwazyjne opanowały plażę Chalan Kanoa. Japońskie siły na wyspie (30 tysięcy) zostały pokonane podczas 24-dniowych niezwykle zażartych walk. Jednym z najbardziej wstrząsających wydarzeń podczas bitwy o Saipan było zbiorowe samobójstwo setek rodzin japońskich cywili zamieszkujących wyspę, około 1000 osób w różnym wieku i płci, z których większość rzuciła się z 260-metrowych nadmorskich klifów w północnej części wyspy (ang. Suicide Cliff), wystraszeni japońską propagandą, że w razie poddania się, ze strony amerykańskich żołnierzy czekają ich tortury, gwałty i śmierć. Straty japońskie: 29 000 żołnierzy i 22 000 cywili. Straty amerykańskie: ponad 3 000 żołnierzy. Do tej bitwy nawiązują dwa filmy: Szyfry wojny (ang. Windtalkers) – amerykański dramat wojenny z 2001, w reżyserii Johna Woo, oraz Oba: ostatni samuraj (ang. Oba: The Last Samurai, jap. Taiheiyō no kiseki: Fokkusu to yobareta otoko) – japoński dramat wojenny z 2011 roku.